# جورج ادي
جورج آدي (بالإنجليزية: George Ade) (9 فبراير 1866 – 16 مايو 1944) كان كاتبًا أمريكيًّا، وكاتب مسرحيات وأعمدة صحفية نقابية، نال شهرة وطنية في مطلع القرن العشرين بعمود «قصص الشوارع والمدينة» الذي استعمل فيه لغة الشارع العامية لوصف الحياة اليومية في شيكاغو، ضمن أعمدة «خرفات بالعامية» التي تألفت من قصص فكاهية تعتمد على شخصيات تتحاور بالكلام العامي وتستعمل الرأسمالية استعمالًا ليبراليًّا. كسب آدي من خرفاته التي بالعامية ثورة وشهرة كبيرتين بوصفه فكاهيًّا أمريكيًّا، إلى جانب لقب «إيسوب إنديانا». من أشهر كتبه المبكرة: آرتي (Artie 1896)، وپنك مارش (Pink Marsh 1897)، وخرفات بالعامية (Fables in Slang 1900) الذي كان بداية سلسلة، وفي بابل (In Babel  1903) الذي كان مجموعة لقصصه القصيرة. أول مسرحية أعدها آدي لمسرح برودواي كانت سلطان سولو (The Sultan of Sulu)، وقد كتبها في عام 1901. ظهرت مسرحيته شو غَن (Sho-Gun) مع أشهر مسرحيتين له رئيس المقاطعة (The County Chairman) وأرملة الكلّية (The College Widow) في مسرح برودواي في وقت واحد عام 1904. كتب آدي أيضًا سيناريوهات، ووُظف بعض خرفاته ومسرحياته في السينما.
في الربع الأول من القرن العشرين ساهم آدي في بناء «عصر أدب ذهبي في إنديانا»، إلى جانب بوث تَركنغتون وميريديث نيكلسون وجيمس ويتكومب رايلي.
تخرج في جامعة بيردو بمقاطعة نيوتن الريفية في إنديانا، وبدأ مسيرته المهنية في الصحافة مراسلًا صحفيًّا في لافاييت بإنديانا، قبل أن ينتقل إلى شيكاغو في إلينوي ليعمل لصحيفة شيكاغو ديلي نيوز. إلى جانب الكتابة كان يهوى السفر والغولف، والترفه في هازلدين (عزبته قرب بروك في إنديانا). كان آدي أيضًا عضوًا في مجلس أمناء جامعة بوردو منذ عام 1909 إلى 1916، وعضوًا قديمًا في جمعية خريجي بوردو، ومن أنصار سيجما تشي (أخوية كلّيته)، ورئيسًا لجمعية مارك توين الأمريكية. فوق ذلك تبرع لبناء صالة بوردو الرياضية التذكارية، ومبناها الاتحادي التذكاري، وتبرع مع ديفيد إدوارد روس بأرض ومال لإنشاء «ملعب روس وآدي» الذي سُمي على اسمهما تكريمًا لهما في عام 1924.

## حداثته ودراسته
وُلد جورج آدي في كِنتلاند بإنديانا يوم 9 فبراير عام 1866. كان أبوه جون آدي، وأمه أدالين (بوش). كان جورج ثاني أصغر أولاد الأسرة السبعة (أربعة صبيان وثلاث بنات). اشتغل أبوه في سجلّ مقاطعة نيوتن بإنديانا، ومصرفيًّا في كِنتلاند أيضًا، وكانت أمه ربة منزل. استمتع جورج بالقراءة منذ نعومة أظافره، وكره العمل اليدوي، ولم يرغب أن يصبح مزارعًا. تخرج في ثانوية كِنتلاند في عام 1881، لكن أمه لم تَره مستعدًّا بعد للالتحاق بكلية. فبقي في المدرسة الثانوية عامًا آخر، قبل أن يلتحق بجامعة بوردو في منحة عامَ 1883. 
درس آدي العلوم في بوردو، لكن درجاته بدأت تتناقص بعد سنته الأولى، حين زاد نشاطه الاجتماعي في الكلية. بدأ يهتم بالمسرح، وصار من رواد دار الأوبرا الكبرى في لافاييت بإنديانا. وإلى جانب هذا انضم إلى أخوية سيجما تشي. قابل أيضًا جون ماكوتشون (كان رسام كارتون، وعضوًا بأخوي سيجما تشي) ونشأت بينهما صداقة مديدة. تخرج في جامعة بوردو ببكالريوس علوم في عام 1887. فكر فترة أن يصبح محاميًا، لكنه نبذ الفكرة واتجه إلى تأسيس مسيرة في الصحافة. 

## سيرته المِهنية

### مراسل صحفي
لم يبدأ آدي مسيرته الكتابية في الكلية. في عام 1887، بعد تخرجه في جامعة بوردو، بدأ يعمل في لافاييت بإنديانا مراسلًا في صحيفة لافاييت مورننغ نيوز، ثم في لافاييت كول. بعدما توقفت الصحيفة عن النشر، بدأ يشتغل مقابل أجر زهيد بكتابة شهادات لشركة أدوية مسجَّلة ببراءات اختراع. في عام 1890 كان قد انتقل إلى شيكاغو إلينوي، وواصل عمله في المراسلة الصحفية، إذ انضم إلى جون ماكوتشون –الذي كان زميله في الكلية وأخوية سيجما تشي– في صحيفة شيكاغو ديلي نيوز (التي صارت لاحقًا شيكاغو مورننغ نيوز وشيكاغو ريكورد) التي كان جون يعمل فيها رسامًا. 
كانت مهمة آدي الأولى أن يكتب قصة يومية عن الطقس لصالح مورننغ نيوز. غطّى أيضًا بعض الأحداث المهمة، منها انفجار سفينة تيوجة البخارية في نهر شيكاغو، ومباراة بطولة الملاكمة للأوزان الثقيلة بين جون سُليفان وجيمس كوربت في نيو أورلينز بولاية لويزيانا عام 1892، والمعرض الكولومبي العالمي (معرض شيكاغو العالمي) في عام 1893.

## وصلات خارجية
- جورج ادي على موقع IMDb (الإنجليزية)
- جورج ادي على موقع الموسوعة البريطانية (الإنجليزية)
- جورج ادي على موقع ميوزك برينز (الإنجليزية)
- جورج ادي على موقع أول موفي (الإنجليزية)
- جورج ادي على موقع قاعدة بيانات برودواي على الإنترنت (الإنجليزية)
- جورج ادي على موقع إن إن دي بي (الإنجليزية)
- جورج ادي على موقع كينوبويسك (الروسية)

- مؤلفات جورج إدي في مشروع غوتنبرغ
- Over 150 George Ade stories read in Mister Ron's Basement(بالإنجليزية)
- George Ade Digital Exhibit at Purdue University Libraries(بالإنجليزية)
- جورج ادي على موقع فايند أغريف(بالإنجليزية)

George Ade Papers 1865-1971 at The Newberry Library
(بالإنجليزية)